# Lucas Robertone
Lucas Robertone, né le 18 mars 1997 à Concordia en Argentine, est un footballeur argentin qui évolue au poste de milieu central à l'UD Almería.

## Biographie

### Vélez Sarsfield
Formé au Vélez Sarsfield qu'il rejoint en 2011, Lucas Robertone fait ses débuts professionnels le 27 août 2016 face au Gimnasia La Plata, lors d'une défaite par 2 buts à 0.
Le 24 février 2018, il marque son premier but en pro, lors d'un match important puisque c'est face à l'un des cadors du championnat, River Plate. Ce jour-là, il marque le seul but du match et donne donc la victoire à son équipe, sur une passe décisive de Matías Vargas.

### UD Almería
Le 1er octobre 2020, Lucas Robertone rejoint l'UD Almería,. Il se fait remarquer le 6 janvier 2021, lors d'une rencontre de coupe d'Espagne contre le CD Numancia en inscrivant ses deux premiers buts pour Almería. Il permet ainsi à son équipe de l'emporter par deux buts à un.
Lors de la saison 2021-2022, Robertone participe à la promotion d'Almería en première division, le club étant sacré champion de deuxième division.
Il joue son premier match de Liga, la première division espagnole, le 14 août 2022, lors de la première journée de la saison 2022-2023, face au Real Madrid. Il est titularisé et son équipe est battue par deux buts à un.

## Palmarès
UD Almería
- Championnat d'Espagne D2 (1) :
  - Champion : 2021-2022.